# Majed Hassan
Majed Hassan (en árabe: ماجد حسن‎; Dubái, Emiratos Árabes Unidos; 1 de agosto de 1992) es un futbolista de los Emiratos Árabes Unidos que juega en la posición de centrocampista. Desde el 2022 juega en el Sharjah FC de la UAE Pro League.

## Carrera

### Club
| Periodo   | Club                | Apariciones | Goles |
| --------- | ------------------- | ----------- | ----- |
| 2010–2022 | Shabab Al Ahli Club | 175         | 4     |
| 2022-     | Sharjah FC          | 14          | 0     |

### Selección nacional
Jugó en cuatro ocasiones con EAU sub-17 de 2008 a 2010 y participó en la Copa Mundial de Fútbol Sub-17 de 2009 en Nigeria. Con la selección mayor debutó el 25 de diciembre de 2012 en una victoria por 2-0 ante Yemen. Ganó la Copa de Naciones del Golfo de 2013 y ha participado en dos ediciones de la Copa Asiática.

## Logros

### Club
- UAE Pro League (2): 2014, 2016
- Copa de Emiratos Árabes Unidos (2): 2013, 2019
- Supercopa de los Emiratos Árabes Unidos (3): 2013, 2014, 2016

### Selección nacional
- Copa de Naciones del Golfo (1): 2013